# 麥寮鄉
麥寮鄉位於臺灣雲林縣西北角，地處沿海地區，濁水溪出海口，是臺語中相當典型的「風頭水尾」特徵。 鄉內人口約有5萬人，是雲林縣人口第三多的行政區。
1990年代六輕設廠後，提供當地大量的就業機會，工商業也日益發達，漸漸在雲林西北形成新的生活圈，在《雲林縣綜合發展計畫》中，已將麥寮劃出虎尾生活圈而獨列為雲林的三大生活圈（環形城市、北港、麥寮）之一，同生活圈還有崙背鄉、褒忠鄉、東勢鄉、臺西鄉。

## 歷史
麥寮鄉昔日為洪雅族南社及貓兒干社的活動範圍，漢人最早的開發重心是海豐港， 康熙年間，該港已成為沿岸貿易門戶之一。
海豐港在臺灣府誌中稱為海防港，雍正八年（1730年）陳、張、石三姓墾首向南社社番請墾麥寮； 雍正九年（1732年）開為島內貿易之所，昔日港灣水深，商船每避風碇泊，早形成店肆； 乾隆末年至嘉慶初年又有泉州人向南社社番請墾橋頭、沙崙後、雷厝、施厝寮、許厝寮等地。至乾隆初期新虎尾溪開河口時，被溪沖壞，中期街肆荒廢，商勢全移於西北麥寮。 當時麥寮因新虎尾溪之故，形成一麥津渡船頭，與大陸貿易之貨物皆由此船頭進出。因當時麥寮盛產大麥與小麥，農民為運輸方便，在船頭旁搭一寮仔，專門堆放成包的麥子，當時人稱此寮為「麥仔簝」。 辛亥年時新虎尾溪暴漲改道，麥津渡船頭也因泥沙堆積而淤塞，後來的人就以麥仔簝代表全麥寮。 之後，又衍申為麥簝街，最後改為麥寮。
日治時期大正九年（1920年）台灣實施「州郡街庄制」，隸屬台南州虎尾郡崙背庄，戰後分設麥寮鄉和崙背鄉。

## 地理
麥寮背山面海位於濁水溪與新虎尾溪之間，早期以農業跟漁業為主，後有工業進駐，目前人口約四萬八千人，農地約四萬八千多公頃。

### 位置
麥寮鄉位於雲林縣的西北角，北倚彰化縣大城鄉，南臨為雲林縣台西鄉、東勢鄉及褒忠鄉為鄰；東鄰崙背鄉，西臨台灣海峽。

### 地形
全境地勢平坦，主要為平原地形與海埔新生地形：
- 東側：濱海沖積平原區－濁水溪與新虎尾溪沖積平原
- 西側：海埔新生地
  - 海岸隆起新生地
  - 濁水溪入海口淤積新生地
  - 季風產生之沙洲新生地

### 氣候
麥寮鄉氣候屬副熱帶季風氣候，年雨量約1,100～1,200公釐之間。 	
年均溫約攝氏22度。最低溫1月為攝氏15.5度，最高溫7月為攝氏28.5度。

### 人口
根據雲林縣麥寮戶政事務所及內政部戶政司統計，2024年底麥寮鄉戶數約1.6萬戶，人口約5萬人，人口密度每平方公里約624人，是雲林縣人口最多且人口密度最高的鄉。鄉內人口最多與最少的村分別是麥豐村與新吉村，2024年底兩村人口分別為10,008人與1,467人，其中麥豐村是雲林縣人口最多且唯一超過1萬人的村里，也是臺灣人口最多的村。2024年底麥寮鄉人口的年齡結構中，幼年人口佔比約為13.93%，壯年人口佔比約為72.09%，老年人口佔比約為13.99%，老化指數約為100.42%，是雲林縣人口老化程度最低的鄉鎮。

## 政治

### 歷任首長
| 屆次 | 姓名   | 備註     |
| ---- | ------ | -------- |
| 1    | 林連續 |          |
| 2    | 林連續 |          |
| 3    | 許秋田 |          |
| 4    | 許秋田 |          |
| 5    | 林福   |          |
| 6    | 林福   |          |
| 7    | 林等   |          |
| 8    | 林等   |          |
| 8    | 鐘克昭 | 代理     |
| 8    | 林憲助 | 補選     |
| 9    | 林憲助 |          |
| 10   | 林松村 |          |
| 11   | 林松村 |          |
| 12   | 許茂雄 |          |
| 13   | 許茂雄 |          |
| 13   | 許銘文 | 代理     |
| 13   | 陳聰松 | 代理     |
| 14   | 林世崇 |          |
| 15   | 林松利 |          |
| 16   | 林松利 |          |
| 17   | 許忠富 |          |
| 18   | 蔡長昆 |          |
| 19   | 蔡長昆 | 當選無效 |
| 19   | 邱良閱 | 代理     |
| 19   | 許忠富 | 補選     |

### 鄉政組織
麥寮鄉公所是麥寮鄉最高層級的地方行政機關，在中華民國政府架構中為鄉自治的行政機關，同時負責執行縣政府及中央機關委辦事項，麥寮鄉的自治監督機關為雲林縣政府。鄉長由全體鄉民直接選舉產生，任期為四年，可連選連任一次。麥寮鄉公所並置鄉政會議，為鄉政最高決策機構，在鄉長之下，設有5課4室等9個內部單位及4個附屬機關。
麥寮鄉民代表會是麥寮鄉的最高民意機關，代表麥寮鄉全體鄉民立法和監察鄉政。鄉民代表由公民直選選出，任期為四年，可連選連任。麥寮鄉民代表會共有11位鄉民代表，分別為第一選區5席鄉民代表、第二選區2席鄉民代表、第三選區2席鄉民代表、第四選區2席鄉民代表，主席、副主席由11位鄉民代表互選產生。

### 行政區
現今麥寮鄉行政範圍的確立，來自於1946年，將興化厝、麥寮、沙崙後、施厝寮、雷厝、橋頭、許厝寮等地由崙背鄉獨立出來，設立麥寮鄉，屬臺南縣虎尾區。1950年，調整行政區域，麥寮鄉改隸新成立的雲林縣。麥寮鄉的行政區劃轄有三盛村、中興村、後安村、海豐村、麥津村、麥豐村、瓦磘村、崙後村、興華村、施厝村、橋頭村、雷厝村、新吉村等13村，共計218鄰。

## 經濟產業

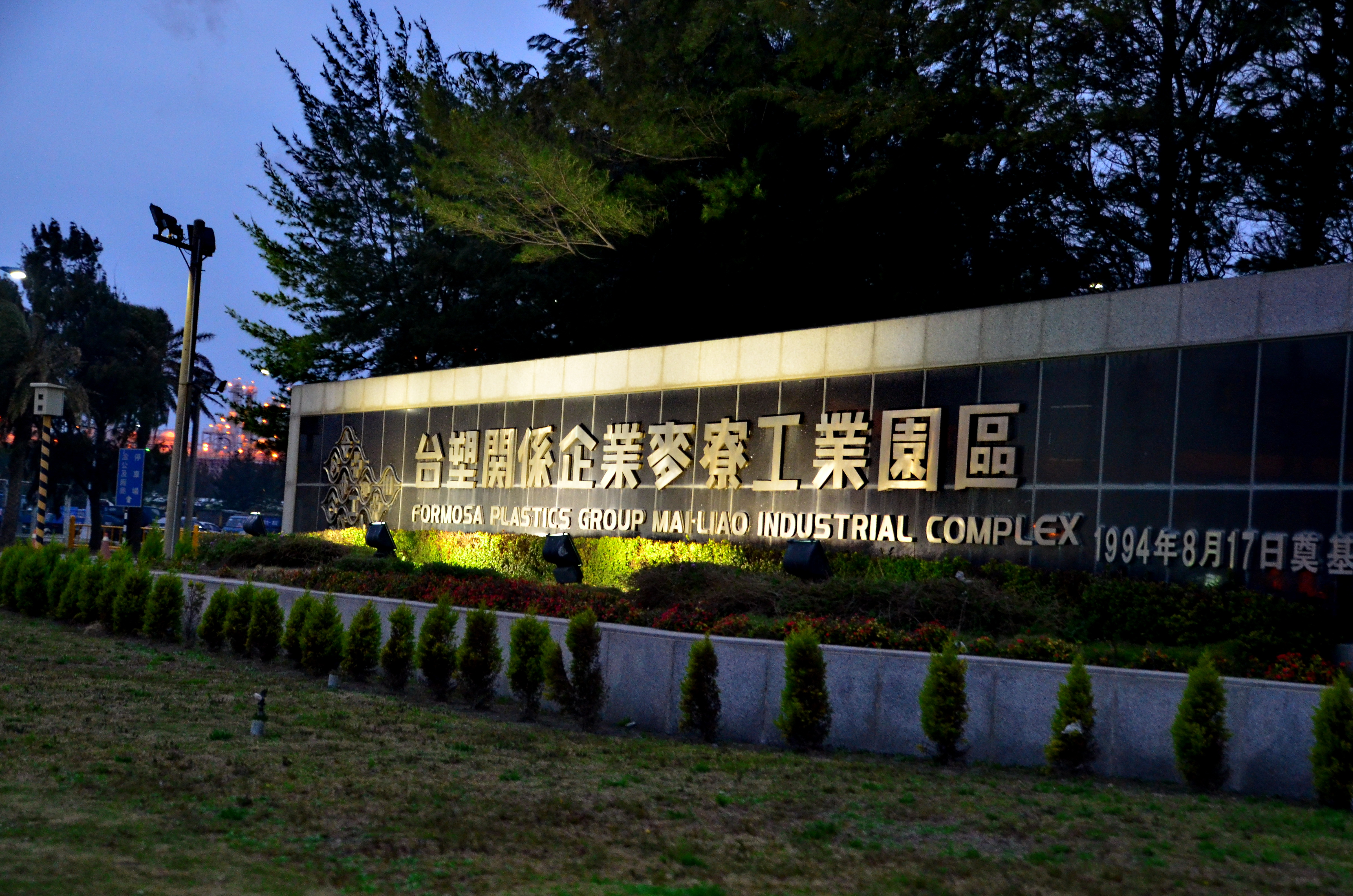
台塑關係企業麥寮工業園區

產業主要以農業、漁業為主，近年來由於長庚醫院麥寮分院、雲林離島式基礎工業區的設立，
其工業區共分為四個區域:
麥寮區 : 2679公頃
新興區 : 1433公頃
台西區 : 1163公頃
四湖區 : 8965公頃
總面積 : 14240公頃
欲建立完整的煉油、煉鋼、石化等基礎產業及其中、下游工業，
至今只開發建廠到麥寮區，其定位為 大型石化產業工業區，總計有兩大石化集團在此區設廠，台塑企業集團及長春企業集團。
台塑集團相關企業:
台塑石化（第六套輕油裂解廠）、麥寮汽電、台灣塑膠、南亞塑膠、台灣化學纖維、台朔重工、
南中石化、台塑勝高科技、台塑科騰、台塑出光化學品、台灣旭彈性、中塑油品、台灣醋酸化學。
長春集團相關企業:
長春石油化學、長春人造樹酯、大連化學工業。
據估計麥寮工業區的員工，大約有1.5萬人左右，
再外加承包商的1.5萬員工，共計有約3萬人。
工業區設立，提供不少直接與間接就業的機會，也帶來不少外包商的進駐，同時也帶來不少的消費與商機，
讓原本的農漁業為主的麥寮地區，從農漁村生活型態逐漸地改變，促使其工商業都有明顯的成長，
生活機能也日漸齊全，使麥寮逐漸成為 雲林地區重要工業重鎮之一。

### 農業
- 小麥[67]、稻米、花生、蘆筍、大蒜、甘蔗、番薯、蔥、高麗菜、美生菜[68]

### 漁業

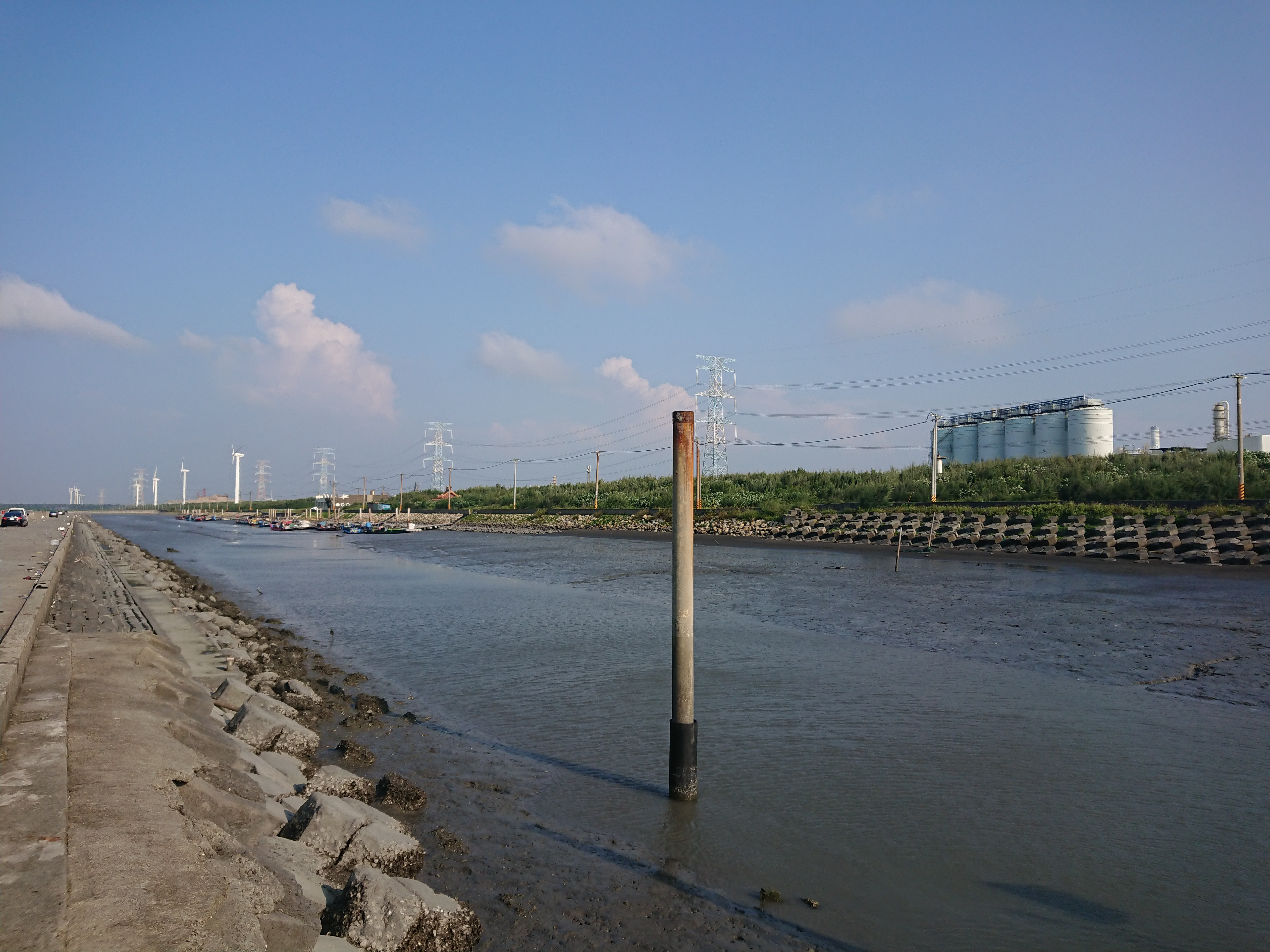
許厝寮漁港（泊地）

- 鱸魚、鰻魚、吳郭魚、虱目魚、草蝦、蜆仔、文蛤[69]

### 畜牧業
- 豬、雞、鴨、鵝

### 工業

#### 六輕工業區
- 工業區進駐

近年來麥寮鄉因為六輕工業區的進駐，由於六輕工業區提供為數不少的工作職缺，吸引了大量人口移入麥寮鄉，加上附屬在六輕工業區底下外包商的員工，有著數萬人的勞動力。此外六輕工業區的進駐雖然令麥寮鄉從原本的農鄉轉變成工業化的新市鎮，不過在帶來優厚補助和回饋福利的同時，所產生的環境髒亂也開始突顯出來。
- 影響[70]
  - 六輕工業區創造大量人口就業機會。
  - 工業區人口提高消費力。
  - 麥寮商圈與醫療建趨完善。
  - 公共大眾運輸初步發展與交通建設興建。
  - 商店街和房產升值。
  - 上下班交通路線在尖峰時刻的阻塞。
  - 環境空氣汙染問題。
  - 麥寮工業專用港設立[71]。

## 教育

### 高級中學
- 雲林縣立麥寮高級中學

### 國民中學
- 雲林縣立麥寮高級中學國中部

### 國民小學
- 雲林縣麥寮鄉麥寮國民小學
- 雲林縣麥寮鄉麥寮國民小學海豐分校
- 雲林縣麥寮鄉麥寮國民小學楊厝分校
- 雲林縣麥寮鄉橋頭國民小學
- 雲林縣麥寮鄉橋頭國民小學許厝分校
- 雲林縣麥寮鄉明禮國民小學
- 雲林縣麥寮鄉興華國民小學
- 雲林縣麥寮鄉豐安國民小學

## 文化
- 台灣基督長老教會
  - 橋頭教會：位於橋頭村西側，由嘉義中會直接分設，並由北區(雲林縣)各教會協助設立，成立至今已有53年歷史。
  - 麥寮恩惠教會：設立於2016年，位於麥寮市區東側，隸屬於長老教會中布中會(原住民教會)，為雲林縣唯一非隸屬於嘉義中會之教會。

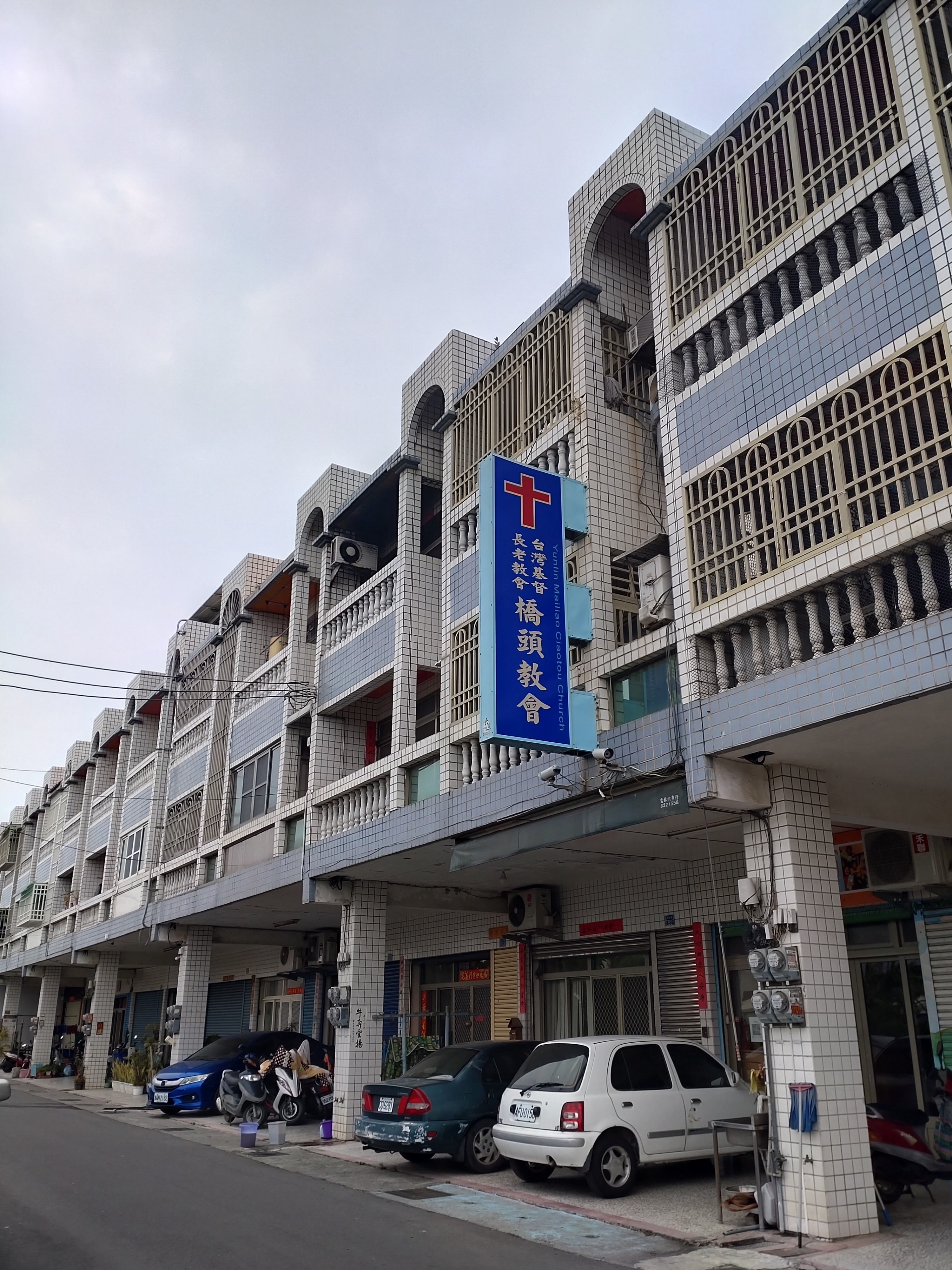
麥寮橋頭教會禮拜堂
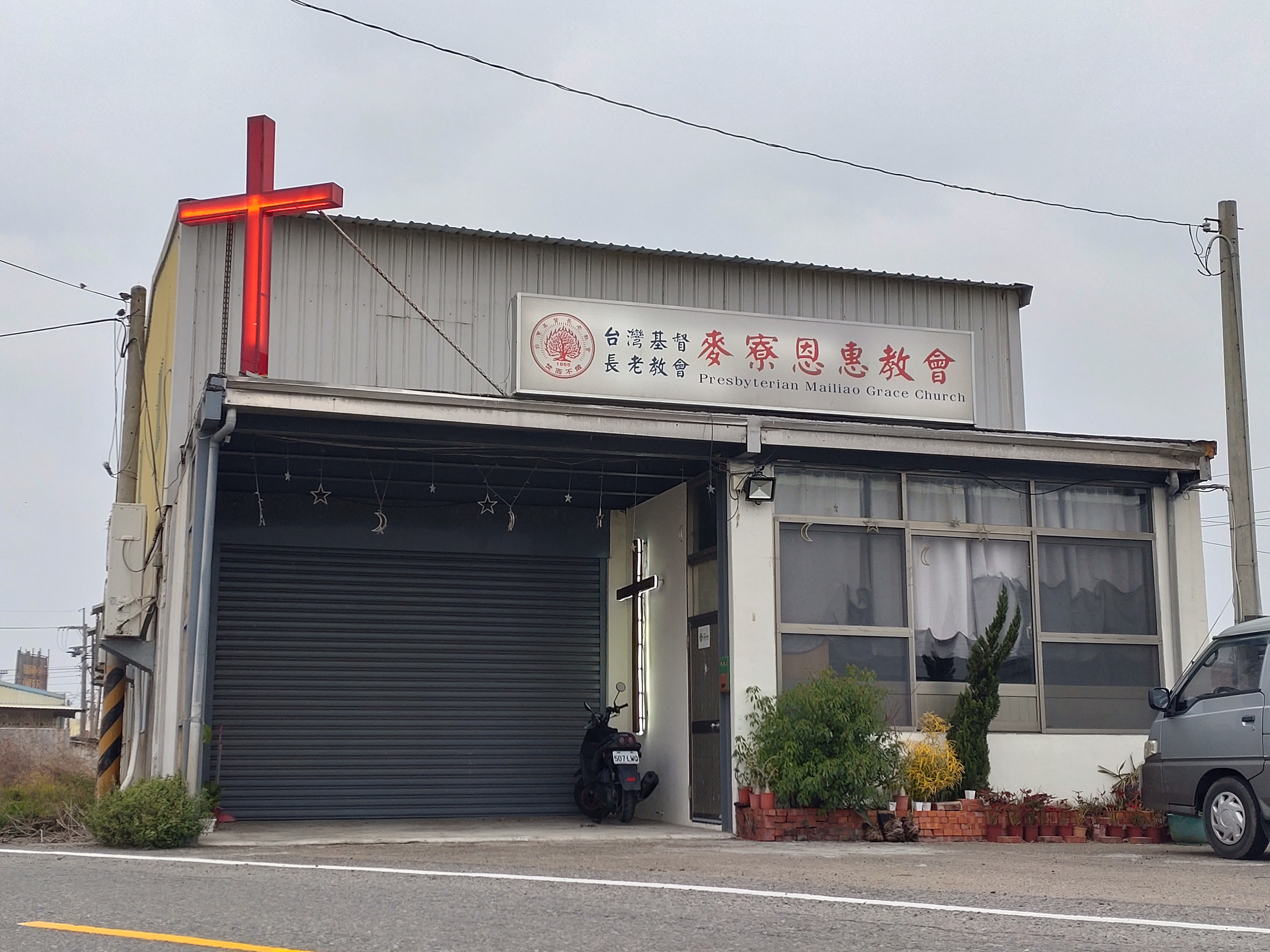
麥寮恩惠教會禮拜堂

- 媽祖信仰
  - 拱範宮：位於麥豐村，於清康熙24年（西元1685年）創建，為國定古蹟。

## 交通

麥寮鄉中山路一景

### 公路
- 台17線
- 台61線
  - 橋頭交流道（216）
  - 麥寮交流道（220）
- 縣道153號
- 縣道153甲線
- 縣道154號
- 縣道156號
- 雲林生活圈一號道路[72]
- 麥寮砂石車專用道
- 離島基礎工業區聯外道路（規劃中）

### 公車資訊
- 統聯客運
  - 1636 臺北－西螺－四湖
  - 1637 臺北－西螺－林厝寮－四湖
  - 7000D 臺北－斗六
  - 7002A 西螺－四湖
  - 9019 臺中朝馬－二林－麥寮（與員林客運聯營）
- 員林客運
  - 6737 臺中－西港（延駛麥寮長庚醫院）
  - 9019 臺中朝馬－二林－麥寮（與統聯客運聯營）
- 日統客運
  - 7011 斗六－六輕
  - 7012 西螺－麥寮
- 臺西客運
  - 7101 虎尾－麥寮－雲林長庚醫院
  - 7103 斗南－麥寮
  - 7104 虎尾－麥寮
  - 7111 虎尾－臺西－麥寮
  - 7112 虎尾－下街－麥寮
  - 7114 西螺－四湖
  - 7701 嘉義－麥寮（與嘉義客運聯營）
  - 9016 四湖－臺中車站（與台中客運聯營）
- 嘉義客運
  - 7701 嘉義－麥寮（與臺西客運聯營）
- 台中客運
  - 9016 四湖－臺中車站（與臺西客運聯營）

### 專車
- 雲林長庚[73]
  - 崙背-長庚（經橋頭）
  - 四湖-長庚（經後安）
  - 褒忠-長庚（經麥寮）
  - 東勢-長庚（經後安）
  - 大城-長庚（經橋頭）
- 若瑟醫院[74]
  - 麥寮-若瑟
  - 後安-若瑟（經橋頭）
- 雲基醫院[75]
  - 麥寮-雲基
- 二基醫院[76]
  - 三盛-二基（經橋頭）
- 大林慈濟[77]
  - 橋頭-慈濟（經麥寮）

### 海運
- 麥寮工業專用港

## 醫療

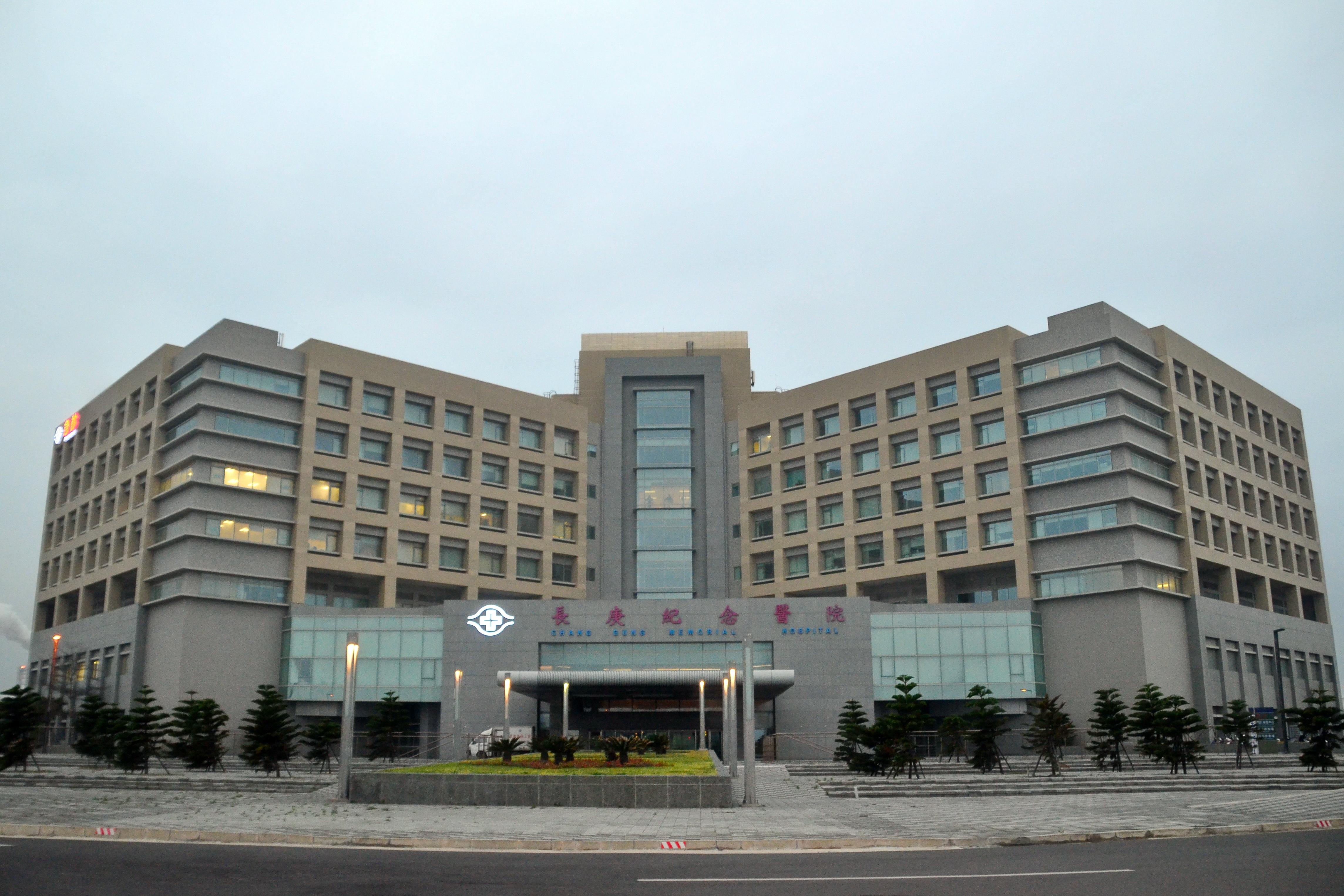
雲林長庚紀念醫院

- 雲林長庚紀念醫院
- 麥寮台全聯合診所[78]

## 旅遊
| - 開山媽祖紀念碑：古海豐砲台暨海豐港遺址地 - 拱範宮 - 麥寮港 - 阿嬤公園 - 麥寮公園 - 楊厝社區 - 六輕福德宮 - 生菜物語館 | - 後安福興宮 - 許厝寮泊地 - 臺塑六輕廠 - 楊厝永安宮 - 橋頭泰安宮 - 晁陽綠能園區 - 麥仔簝鴉片牆 - 麥寮三角公園 - 麥寮友善公廁 | - 麥寮運動公園 - 霄仁厝福興宮 - 濁水溪口沙灘 - 濁水溪口濕地 - 月光下友善農場 - 麥寮風力發電站 - 新吉紙漿藝術村 - 噢麥樂貨櫃市集 |

## 特產
| - 小麥 - 紅藜 - 菜刀 - 黑蜆 - 鵝肉 - 榨菜 - 小麥酒 - 天公豆 | - 冬瓜餅 - 仙菇餅 - 米奶粉 - 美生菜 - 厚蔥餅 - 棗仔條（寸棗） - 臭漢堡 - 龜毛餃 | - 鴛鴦餅 - 蟋望餅 - 小麥白酒 - 小麥啤酒 - 臺全珍豬 - 花生方塊酥 - 水果義式冰淇淋 |

## 小吃
| - 三絲捲 - 水蛋餅 - 什錦麵 - 赤肉羹 - 豆皮捲 - 豆乳粽 - 豆輪羹 - 花生粽 | - 香菇粽 - 金菇羹 - 炸白粿 - 炸斑鳩 - 韭菜炸 - 蚵仔炸 - 蒸乾麵 - 蝦猴酥 | - 鼠麴粿 - 鍋燒麵 - 苜蓿芽捲 - 海豬肉炸 - 柴燒豆花 - 鱔魚意麵 - 當歸鵝麵線 |

## 外部連結
- 麥寮鄉公所全球資訊網（页面存档备份，存于）（繁體中文）
- YouTube上的麥寮鄉公所頻道

23°45′N 120°15′E / 23.750°N 120.250°E